# Piero Pollaiuolo
Pour les articles homonymes, voir Pollaiuolo.
Piero Pollaiuolo ou Piero del Pollaiuolo, né Piero Benci (Florence ~1441 - Rome 1496), est un peintre italien de la Renaissance.
Jeune frère du plus célèbre Antonio Pollaiuolo, il est toujours resté dans l'ombre de ce dernier, à tel point que le corpus de ses œuvres n'est pas très clair, avec des attributions encore fluctuantes entre les deux frères.

## Biographie

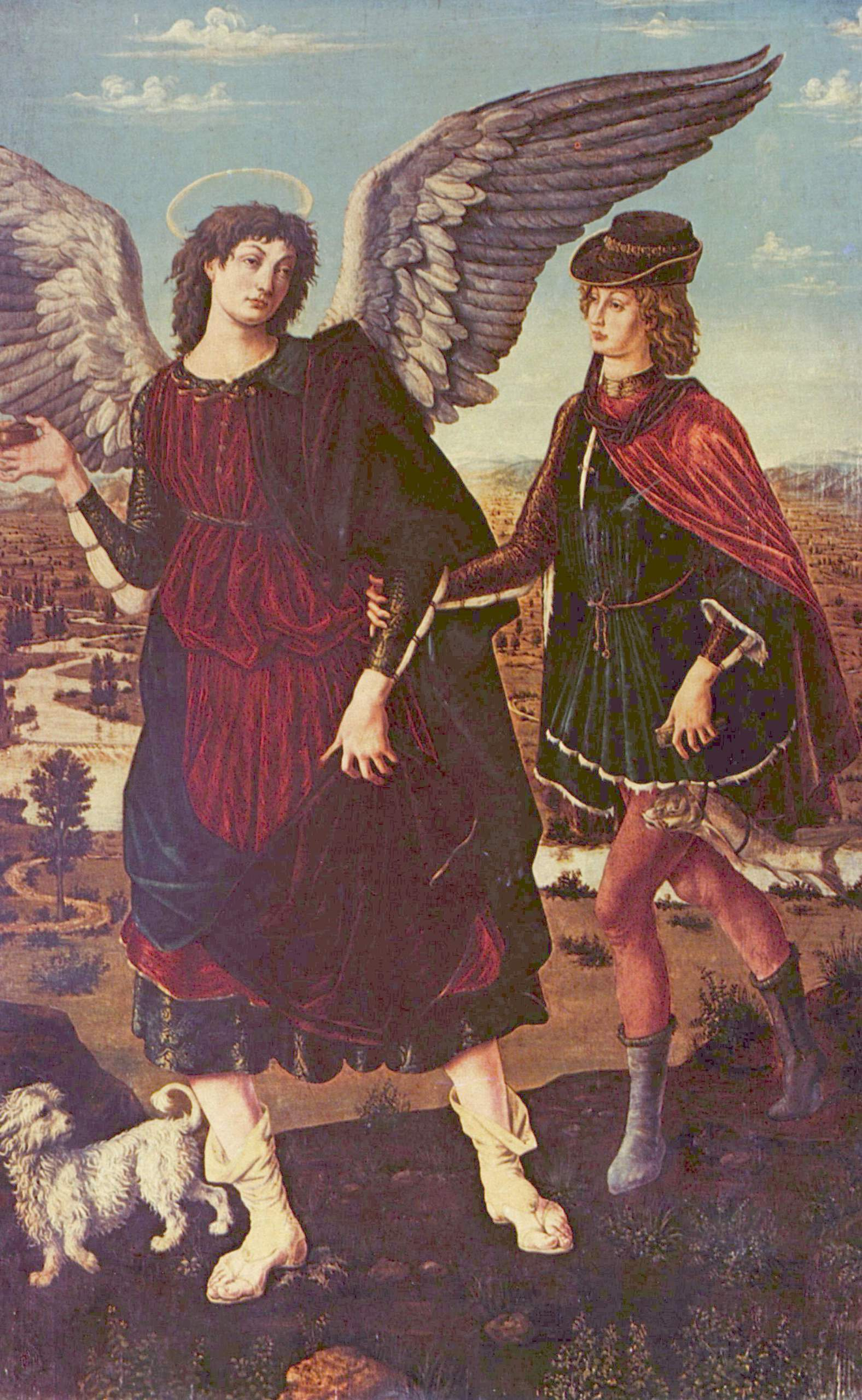
Antonio Pollaiuolo, Archange Raphaël et Tobias.

### Formation
Le maître auprès duquel Piero a appris l'art de la peinture n'est pas connu. Andrea del Castagno, indiqué par Vasari, n'est pas possible en raison de la chronologie. Comme le suggère Galli, son maître le plus probable est Alesso Baldovinetti. Piero Pollaiuolo se forme aussi vraisemblablement auprès de son frère aîné Antonio Pollaiuolo.
Actif essentiellement comme peintre, il s'essaie également à l'orfèvrerie, dont son frère dirige un atelier, et à la sculpture. En 1477, il participa au concours pour le Monument Forteguerri, à la cathédrale de Pistoia, remporté par Verrocchio.
Son activité durant sa jeunesse doit encore être précisée. Le Saint Michel attaquant le dragon du musée Bardini de Florence, une toile en mauvais état de conservation, pourrait être sa première œuvre connue.

### 1450-1470
Sa participation en 1460 aux trois toiles des Travaux d'Hercule pour le palais médicéen de la Via Larga, trilogie monumentale aujourd'hui disparue, est le premier d'une série de travaux de collaboration entre les deux frères.
Sa première commande importante concerne certainement la chapelle du cardinal du Portugal dans la basilique San Miniato al Monte à Florence. Le paiement effectué le 20 octobre 1466 aux deux frères Pollaiuolo, sans distinguer qui a fait quoi, suggère que les travaux ont été dirigés par Piero et qu'Antonio a été initialement inclus comme garant de son frère cadet. Pour la chapelle, Piero crée une table d'autel avec les Saints Vincent, Jean et Eustache, maintenant aux Offices et remplacée sur place par une copie, plus deux anges tenant des rideaux ornés de fresques dans le mur derrière la table. La figure centrale de saint Jacques, avec sa ligne vibrante et le colorisme dense de la draperie, est peut-être l'œuvre d'Antonio.
Il réalise l'Archange Raphaël et Tobias entre 1465 et 1470, aujourd'hui à la Galerie Sabauda à Turin, cité par Vasari  comme étant suspendu à un pilier de l'église d'Orsanmichele à Florence. Découvert par Gaetano Milanesi dans le palais Tolomei de Florence, via Ginori, le tableau est acheté en 1865 par le baron Hector de Garriod pour la galerie savoyarde.
La très riche Annonciation, aujourd'hui à Berlin (Staatliche Museen), dont nous ignorons la destination d'origine, daterait également des années 1470. 
Grâce à ces œuvres, Piero, à l'été 1469, reçoit du tribunal de commerce la commande d'un tableau représentant la figure allégorique de la Charité, maintenant aux Offices. À la fin de l'année, compte tenu de l'ouvrage achevé, le tribunal se dit si satisfait qu'il commande un cycle entier des sept vertus (théologiques et cardinales) à Piero. Verrocchio, un artiste très en vogue à l'époque, en raison également de la préférence que lui accorde les  Médicis, tente de lui ravir en vain la commande. Cependant, peut-être en raison de la lenteur avec laquelle les travaux procèdent — Piero aurait dû livrer deux Vertus finies tous les deux mois — Sandro Botticelli obtient de peindre la Force, qui, une fois terminée, a dû faire douter les clients sur qui devait réaliser les vertus manquantes : Antonio doit intervenir en faveur de son frère pour s'assurer que le contrat soit respecté. Aujourd'hui, les six vertus de Piero et la Force de Botticelli sont toutes exposées aux Offices.

### Après 1470

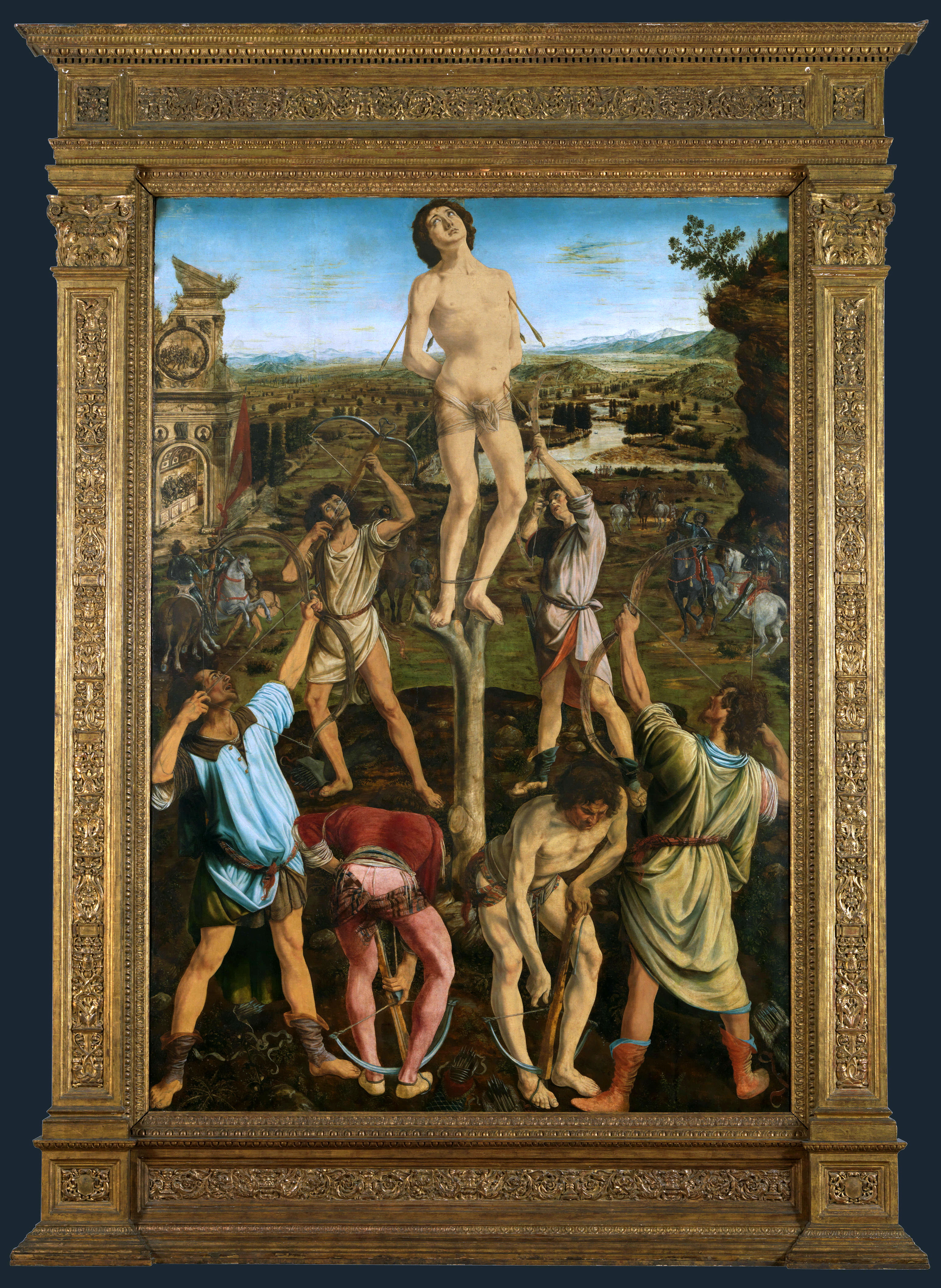
Antonio Pollaiuolo, Martyre de Saint-Sébastien.

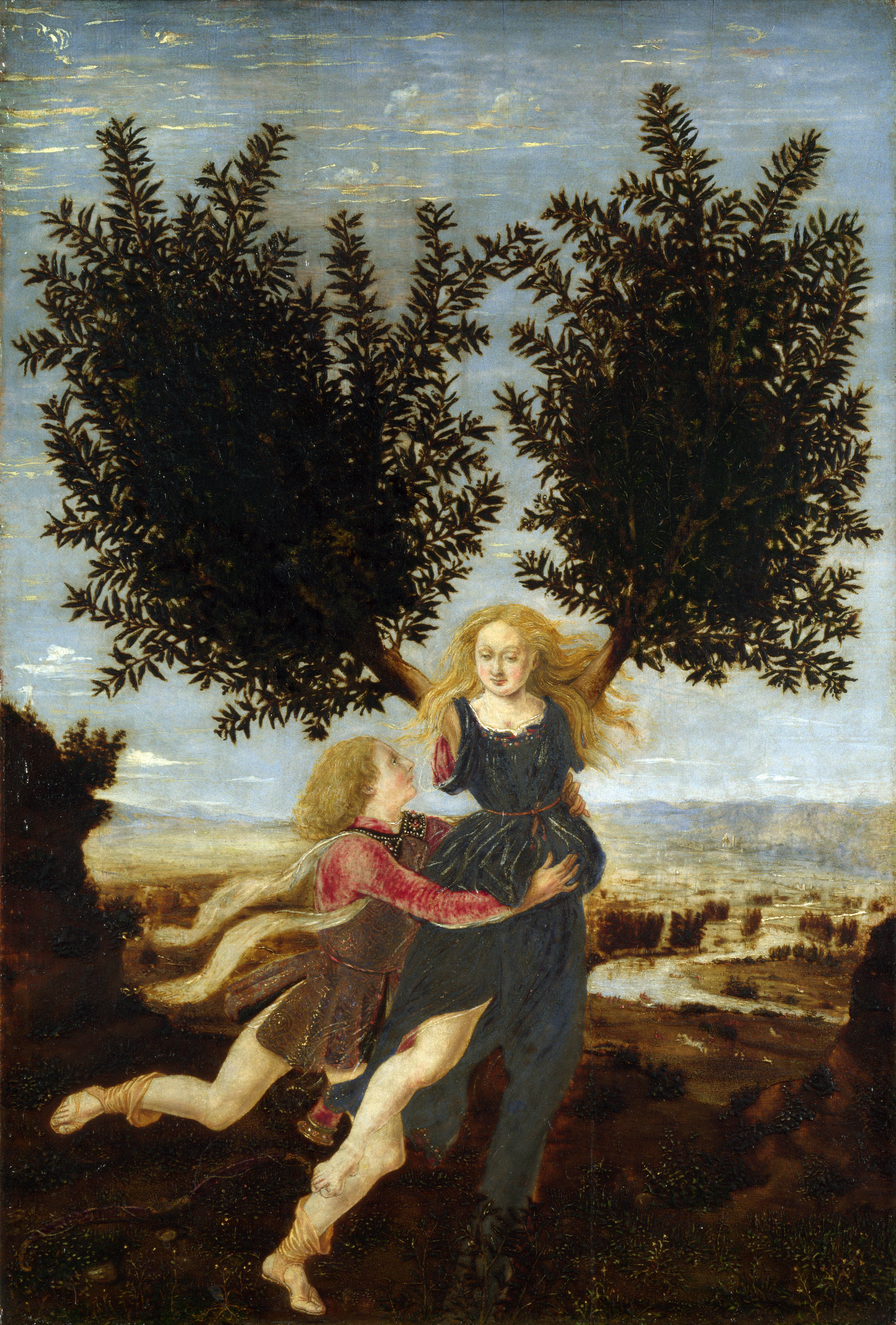
Piero del Pollaiolo (attr.) Apollon et Daphne.

À partir des années 1470-1480, Piero Pollaiuolo est, avec son frère Antonio, à la tête de l'un des ateliers les plus prestigieux de Florence, avec celui de Verrocchio. Les activités sont multiples : peinture, gravure, sculpture, cartons de broderies….
Il a alors nettement assimilé l'apport flamand, qu'il a complété par un approfondissement dans l'art du paysage et par une double recherche sur le mouvement et l'anatomie. Il aboutit ainsi à une « gestuelle expressionniste » dont la violence grandit jusqu'à contredire la stabilité initiale.
Les travaux réalisés par Piero doivent avoir impressionné Laurent de Médicis qui lui commande le Portrait de Galeazzo Maria Sforza (qui a visité Florence en 1471), portrait qu'il conserve dans sa chambre (maintenant aux Offices).
Piero exécute ce qui est considéré comme son chef-d'œuvre, le Martyre de Saint-Sébastien, en 1475, maintenant à la National Gallery de Londres, destiné à l'autel de l'oratoire de Saint-Sébastien que la famille Pucci possédait dans la basilique de la Santissima Annunziata. La composition est soumise à un contrôle géométrique plus rigide, sans sacrifier le naturel habituel des poses et des mouvements. Les figures des quatre archers au premier plan sont particulièrement belles, représentées selon deux poses en miroir : les deux archers aux extrémités ont l'intention de tirer la flèche et les deux au centre font acte de recharger l'arbalète, en parfait équilibre par rapport à l'axe central constitué par le pieu auquel le saint est attaché.
Le tableau avec Apollon et Daphné, également à la National Gallery de Londres, appartient également à cette même période de 1470-1480.
Après le succès du Martyre de Saint Sébastien, une période un peu difficile s'ensuit pour Piero avec des commandes qui progressivement s'estompent au profit de Léonard de Vinci, Domenico Ghirlandaio ou Sandro Botticelli.
En 1483, il crée un tableau avec le couronnement de la Vierge, daté et signé, pour l'église Sant'Agostino de San Gimignano. La grande toile avec Antoine en adoration du Crucifix au musée San Marco de Florence pose quelques difficultés d'attribution ; cependant, une datation vers 1483 reste plausible.
La dernière information datée avec certitude concernant Piero Pollaiuolo est du 18 novembre 1485 : il est alors payé pour un tableau, non identifié, à installer dans la chapelle Corpus Domini de la cathédrale de Pistoia. 
Par la suite, il rejoint son frère à Rome où il participe à la réalisation des deux tombeaux pontificaux à Saint Pierre de Rome.
Son frère Antonio, en dictant son testament en novembre 1496, se souvient de sa mort subvenue depuis longtemps. Les deux frères sont enterrés dans la basilique Saint-Pierre-aux-Liens de Rome.
On attribue également aux frères Pollaiuolo une série de portraits féminins de profil (Berlin, Staatliche Museen ; New York, Metropolitan Museum ; Florence, Offices ; Boston, Musée Isabella Stewart Gardner), dont le plus célèbre, est le Portrait de dame au musée Poldi-Pezzoli de Milan, attribué à Antonio, mais sans certitude absolue.
L'art de Piero est plus sévère que celui d'Antonio, et à leur époque Piero était moins apprécié.
Leur nom est dû au métier de leur père, vendeur de poulets del Pollaiuolo (ou del Pallaojuolo).
Leurs travaux montrent à la fois leur intérêt pour les influences classiques et pour l'anatomie : ils pratiquent la dissection pour accroître leurs connaissances et acquérir une représentation réaliste du mouvement, de la lutte et de la tension.

## Interprétations de Vasari
Comme le souligne Aldo Galli, Giorgio Vasari, lorsqu'il écrit sa biographie, est le premier à confondre, et d'une certaine manière aussi à fusionner, les deux frères Piero et Antonio. Dans la conception de l'art de Vasari, la peinture est placée au sommet de la pratique d'un artiste, la discipline la plus noble, tandis que, pour lui, la pratique des orfèvres s'écarte peu de l'artisanat, la sculpture ayant une position intermédiaire. Ainsi, Piero, dans la biographie de Vasari, a un rôle de soutien et n'est considéré que comme celui qui a initié Antonio à la noble pratique de la peinture : Vasari finit par attribuer à Antonio de nombreuses œuvres picturales qui appartiennent à son frère cadet, comme le Martyre de saint Sébastien, maintenant à la National Gallery de Londres.
Vasari fait même tomber un voile de silence sur l'une des œuvres les plus connues de Piero, le grand retable de l'église Sant'Agostino de San Gimignano, qu'il a dû connaître après avoir décrit les fresques des Histoires de la vie de saint Augustin de Benozzo Gozzoli, qui sont dans le chœur de la même église. Ce retable, sur lequel est inscrit en grosses lettres « OPUS PIERI POLAIOLI FLOR. AD MCCCCLXXXIII » (œuvre de Piero Pollaiuolo, de Florence, 1483), aurait pu invalider sa reconstruction de la personnalité de Piero.

## Œuvres

### Seul
- Étude de tête féminine pour La Foi, fusain, estompe, crayon rouge, traces de craie blanche sur papier blanc. Cabinet des estampes aux Uffizi de Florence.
- La Justice, 1470, tempera sur bois, 167 × 88 cm, musée des Offices.
- Portrait de dame, vers 1470, musée Poldi-Pezzoli, Milan.
- Portrait de Galeazzo Maria Sforza, 1471, détrempe sur bois, 65 × 42 cm, décorait la chambre de Laurent Médicis via Larga.
- La bataille de Pydna, v. 1470-75, détrempe sur bois, 51 x 150 cm, avec son atelier (attribution), musée Jacquemart-André.
- Le triomphe d'Aemilius Paulus, v. 1470-75, détrempe sur bois, 51 x 150 cm, avec son atelier (attribution), musée Jacquemart-André.
- Portrait de femme, 1480, bois, 55 × 34 cm, musée des Offices, Florence[8].
- Retable du maître-autel avec  l'Incoronazione della Vergine, santi e angeli musicanti, 1483, église Sant'Agostino (San Gimignano).
- Portrait de femme, v. 1490, 58 × 38 cm, musée Isabella Stewart Gardner, Boston.

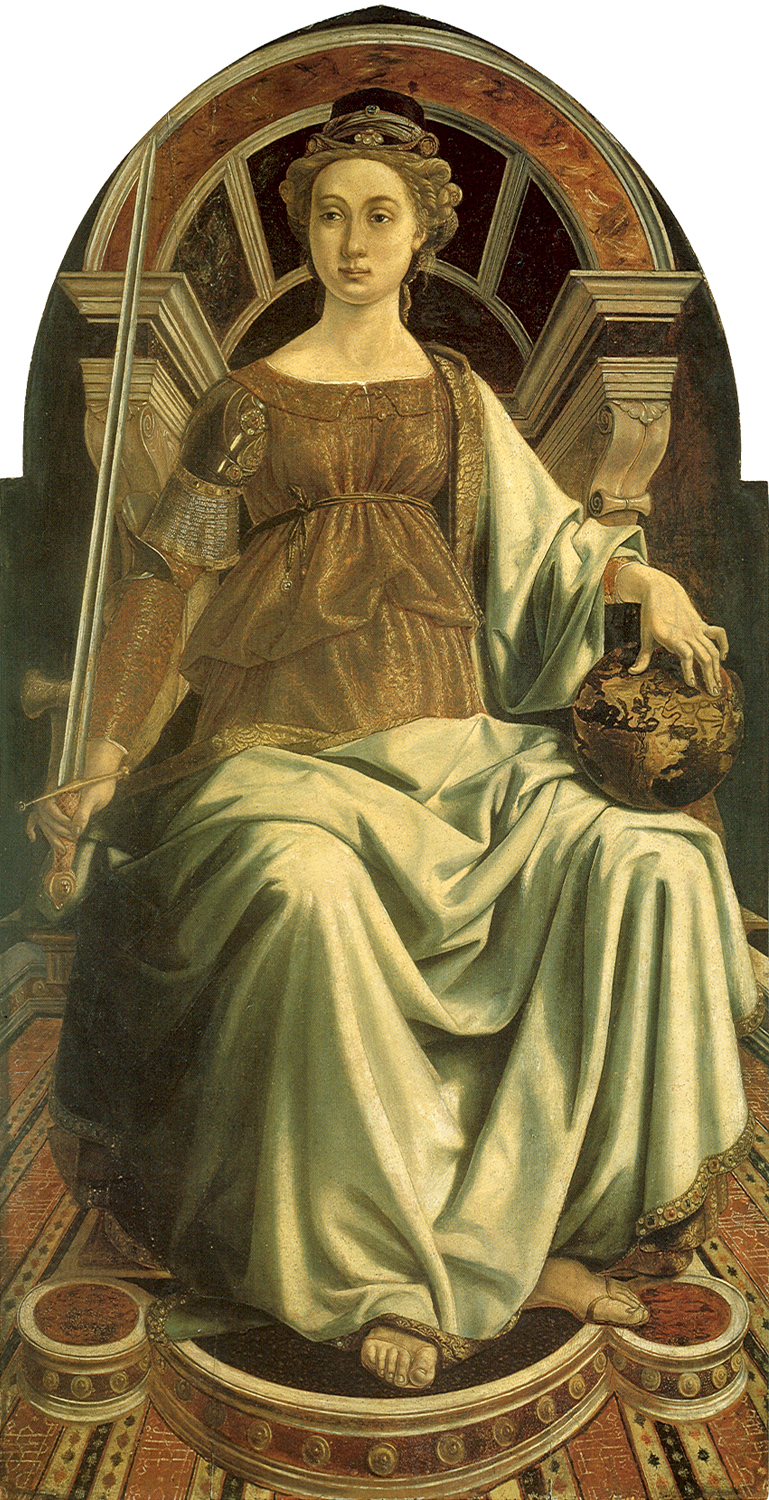
La Justice, 1470, Musée des Offices.
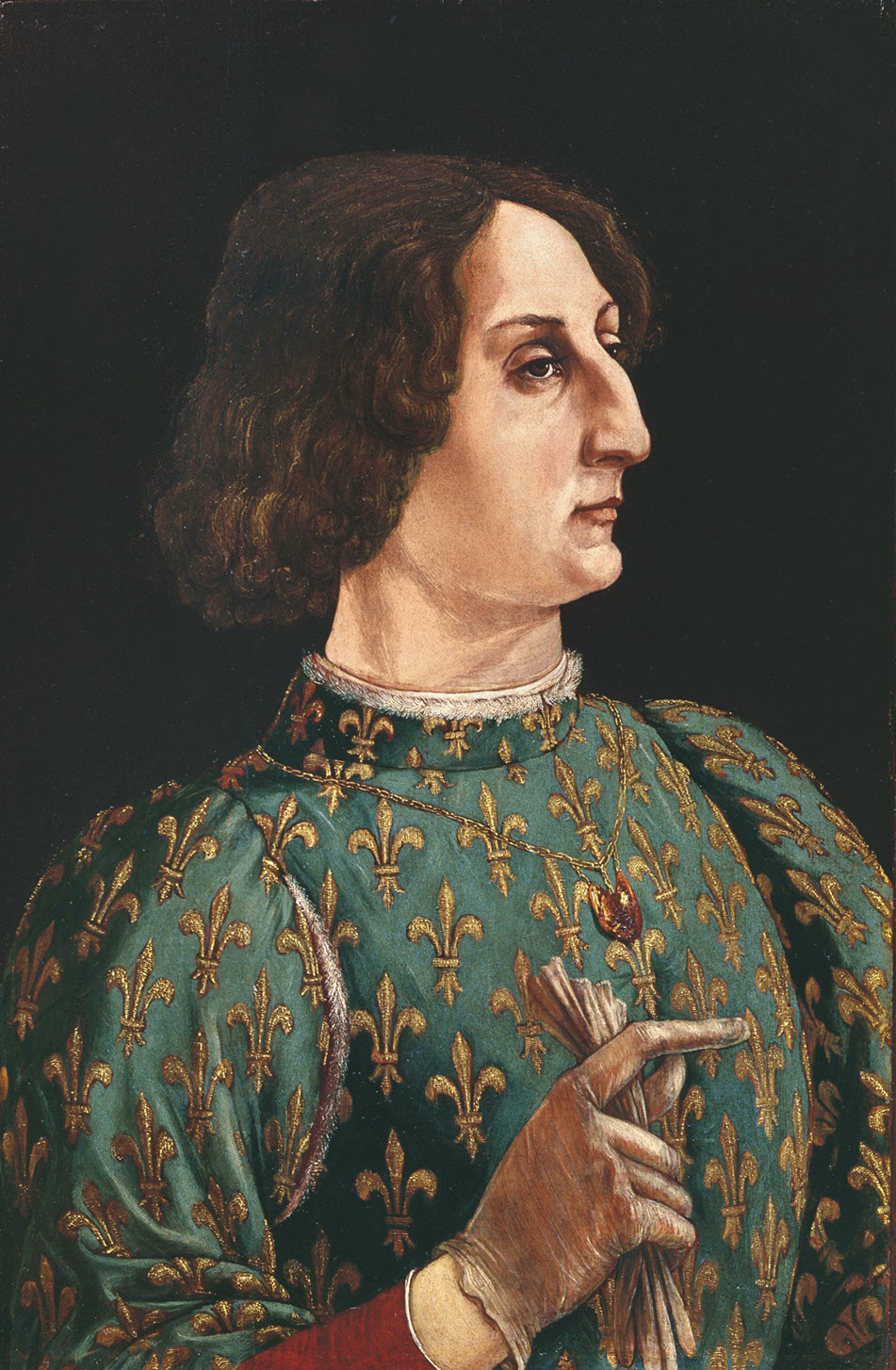
Portrait de Galeazzo Maria Sforza, 1471, Musée des Offices.
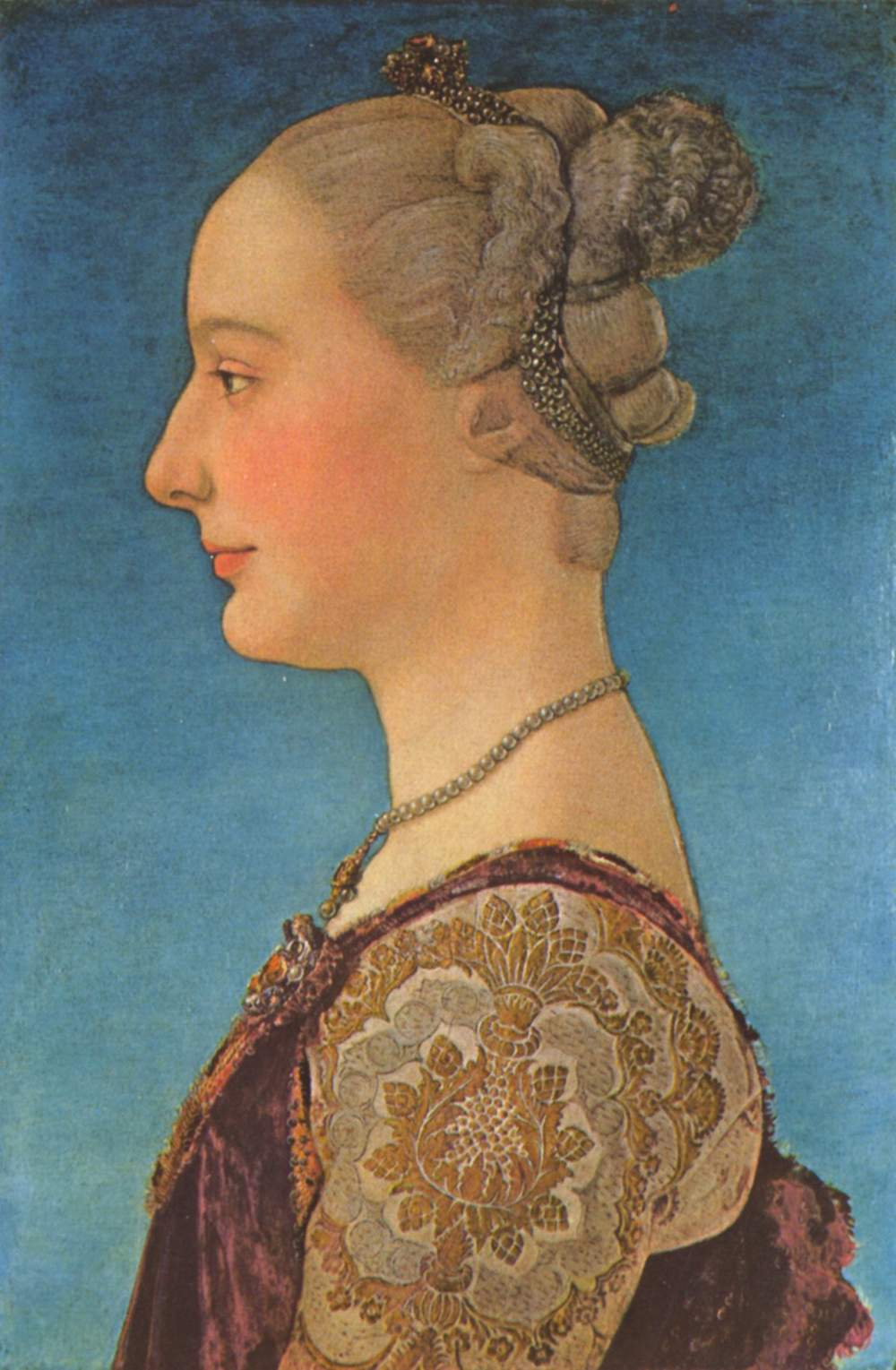
Portrait de femme, 1480, Musée des Offices.
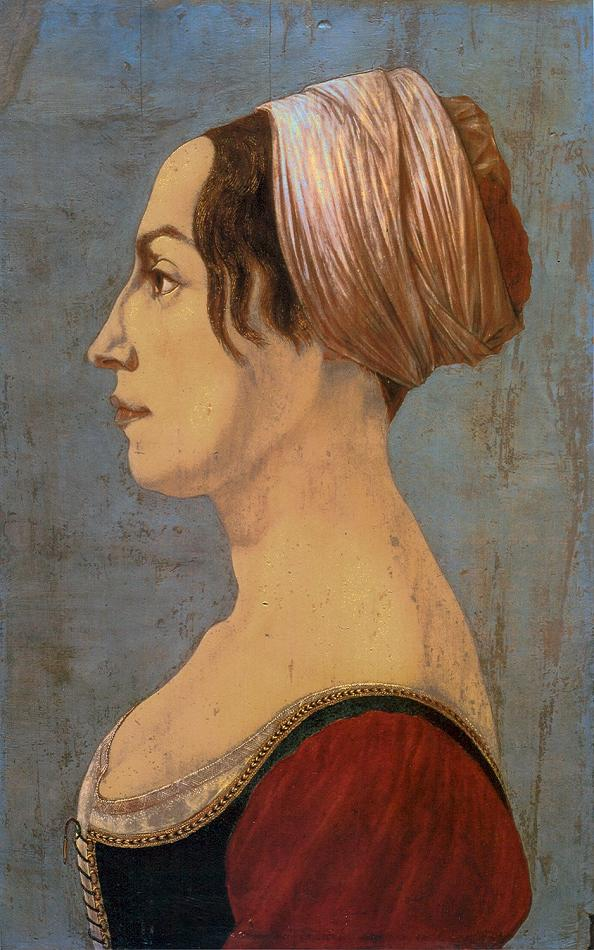
Femme de profil, v.1490, Musée Gardner, Boston.

### Avec son frère

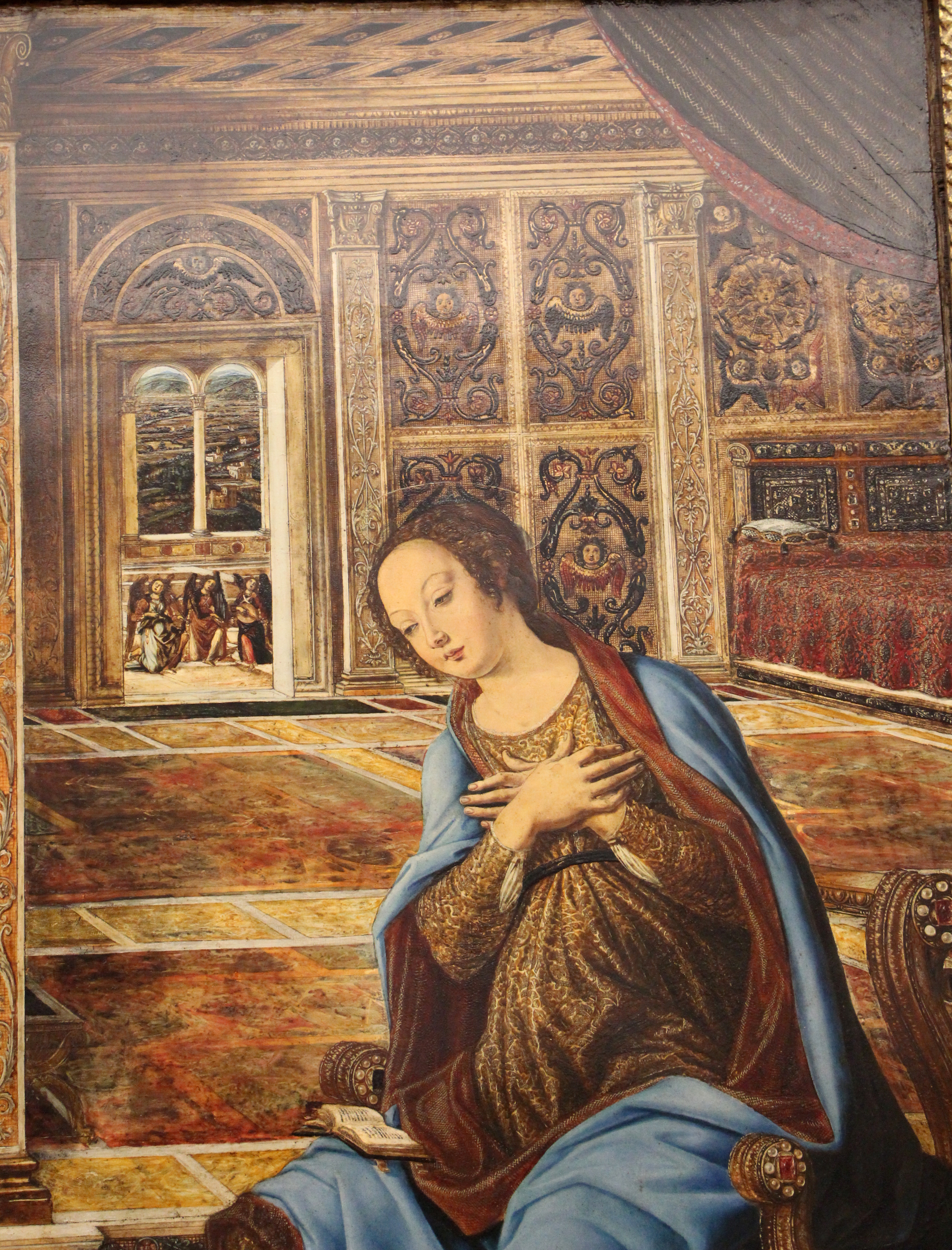
Piero del Pollaiolo, Annonciation, Berlin.

- Tobie et l'Ange, 1460, huile sur bois, 187 × 118 cm, Galerie Sabauda (Turin).
- Saint Vincent, Saint Jacques et Saint Eustache[9], dit retable de la chapelle du Cardinal de Portugal, 1466, détrempe sur bois, (172 × 179 cm), musée des Offices, Florence.
- Le retable et une partie des fresques, 1467, chapelle du cardinal du Portugal, San Miniato al Monte.
- Annonciation, vers 1470, huile sur bois, 150 × 174 cm, musée de Berlin. Cette œuvre vaut surtout, étant donné sa date, par la netteté d'une disposition architecturale qui articule clairement les lieux emblématiques du récit tout en en faisant l'arrière-plan de la scène proprement dite. La nervosité du contour donne une vie étrange aux personnages et oblige l'attention et l'émotion à se concentrer, pour se détourner de ce qui pourrait n'être qu'un spectacle luxueux et gracieux[2].
- Le Martyre de saint Sébastien, 1475, détrempe sur bois, 292 × 203 cm, National Gallery, Londres[10]
- Le monument funéraire du pape Innocent VIII (1492) - basilique Saint-Pierre de Rome.
- Le monument funéraire du pape Sixte IV (1493) - Grottes vaticanes.

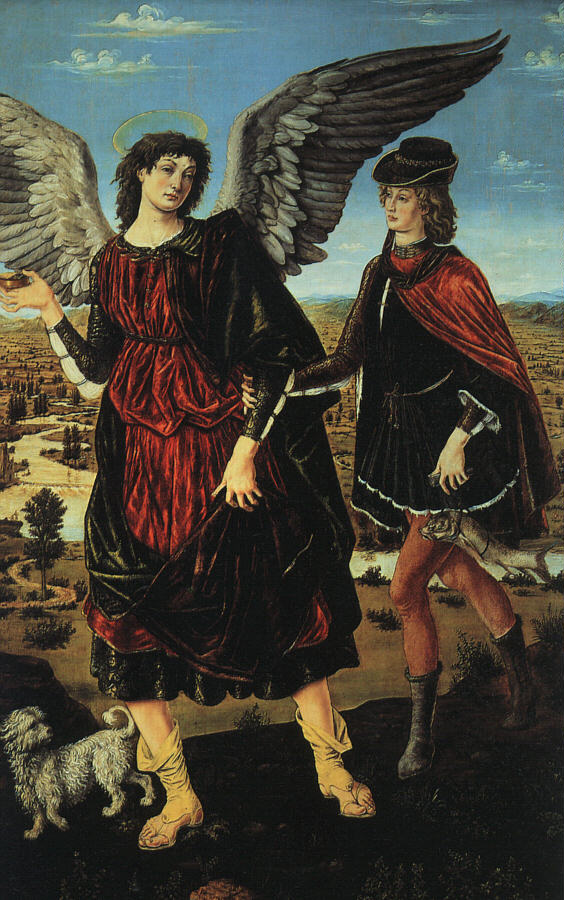
Tobie et l'Ange, 1460, Galerie Sabauda (Turin).
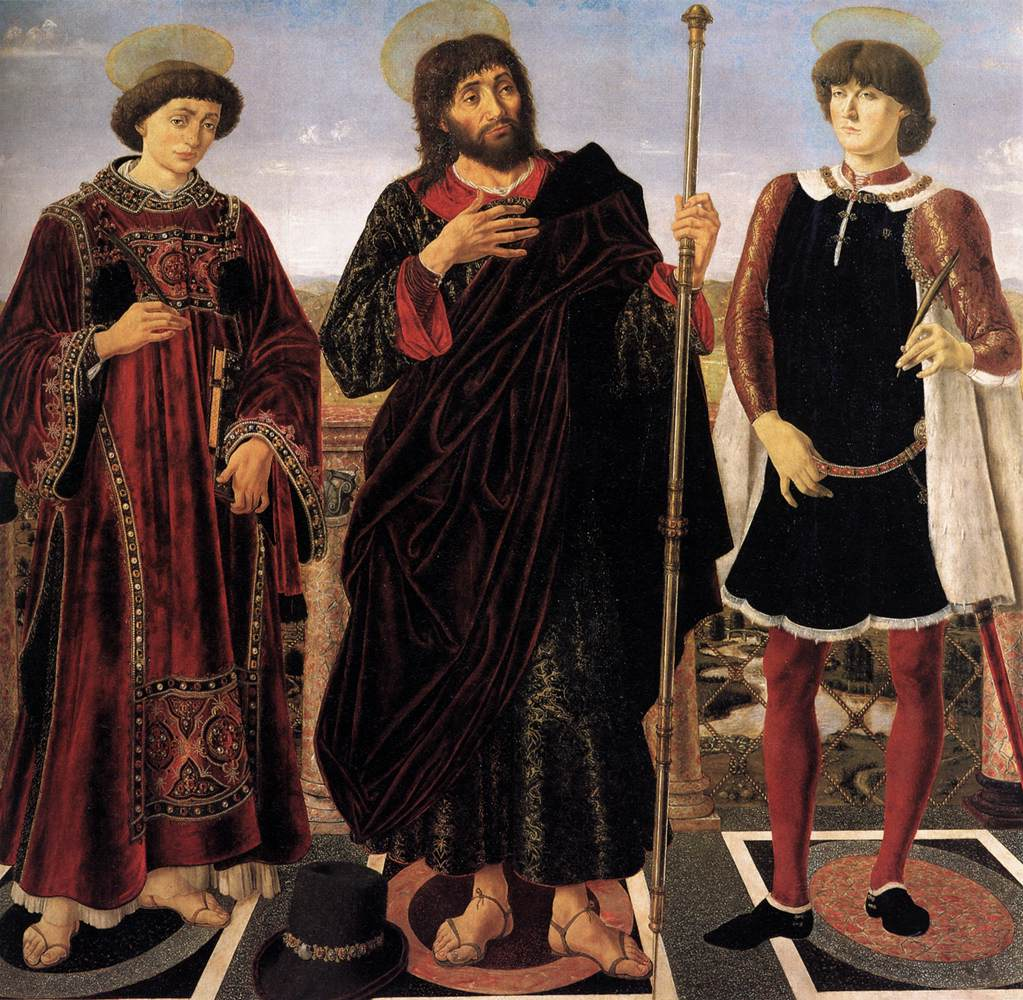
Trois saints, 1466, Musée des Offices, Florence.
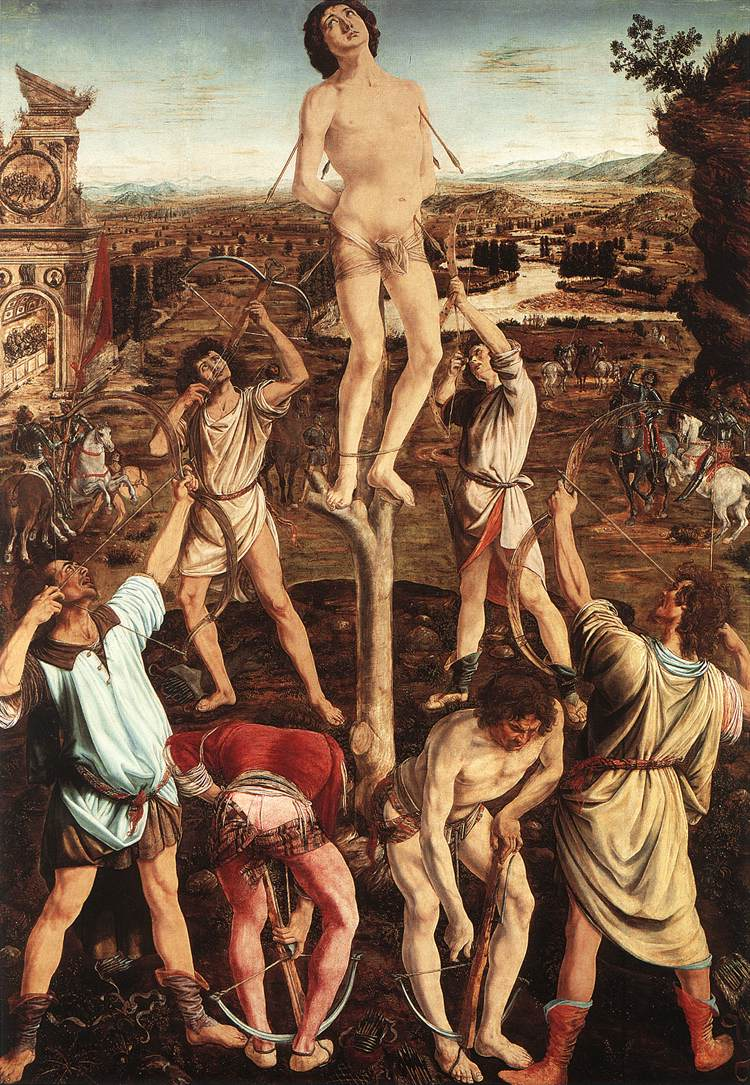
Martyre de saint Sébastien, 1475, National Gallery, Londres.
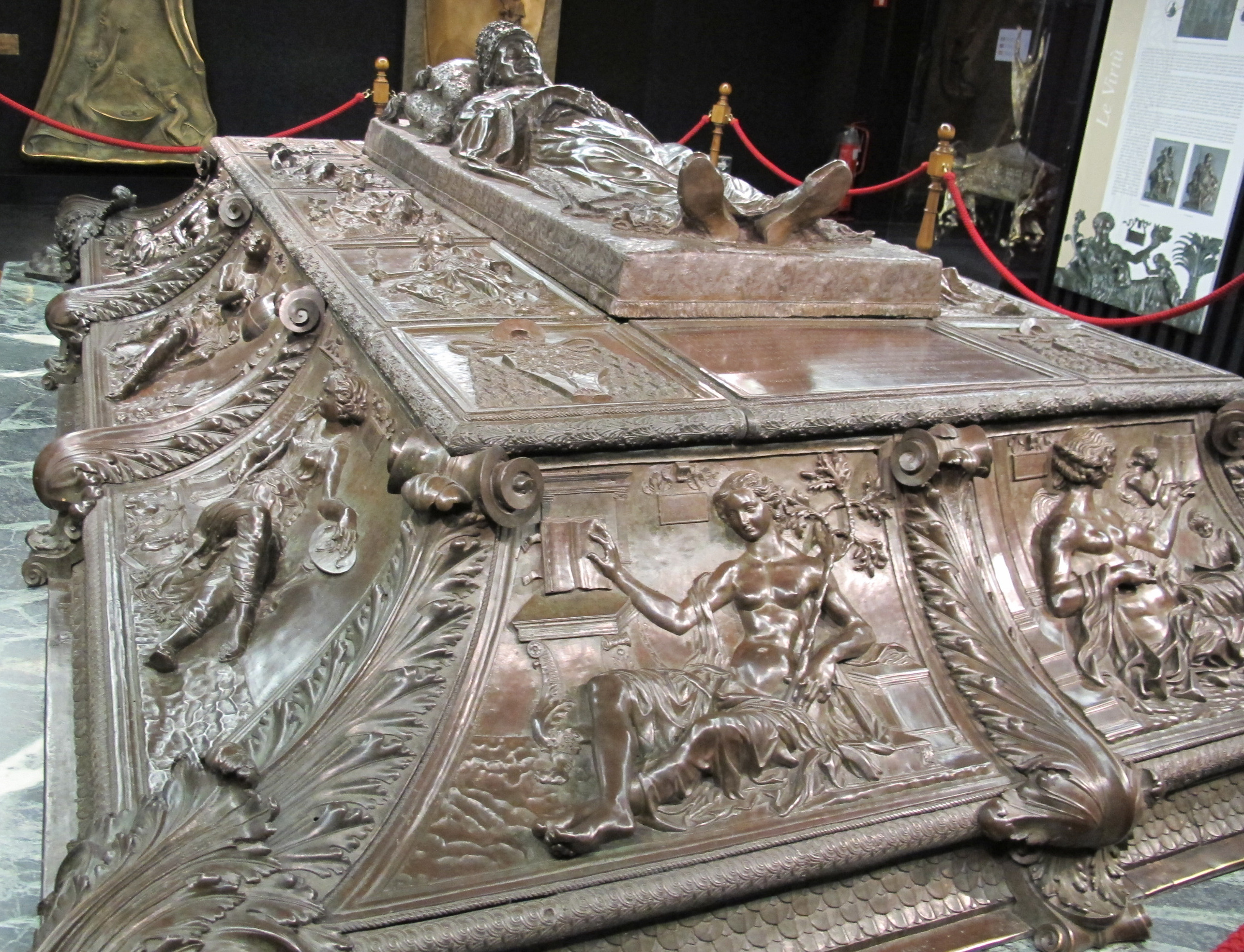
Tombeau de Sixte IV, 1492, Basilique Saint-Pierre, Rome.